# Milestone Hotel
Milestone Hotel er et femstjernet hotel indrettet i en listed building af anden grad på nr. 1 Kensington Court, Kensington, London, Storbritannien. Det ligger ud til Kensington Gardens.
Det blev oprindeligt opført som et hus i 1884 på en del af den grund der tilhørte det nu nedrevne Kensington House. John Freeman-Mitford, 1. baron Redesdale boede her. Det blev omdannet til hotel i 1922, hvor det blev bygget sammen med 2 Kensington Court, der var blevet hjem for John Athelstone Riley, der var barnebarn af grundlæggeren af Union Bank.
Hotellet har 44 værelser, 12 suiter og seks lejligheder. Det er en del af Red Carnation Hotels Group.